# Dicoryphe buddlejoides
Dicoryphe buddlejoides là một loài thực vật có hoa trong họ Hamamelidaceae. Loài này được Baker mô tả khoa học đầu tiên năm 1882.